# Adel i Storbritannien
Adelen i Storbritannien (egentlig: Det Forenede Kongerige Storbritannien og Nordirland) er den øverste samfundsklasse i det britiske samfund og har historisk været bærer af nogle særlige titler, rettigheder og privilegier. Endnu i dag besidder denne klasse en række privilegier, og nyadlinger finder stadig sted.
Den nuværende britiske adel er inddelt i to klasser, hvor den såkaldte landed gentry (landadelen) udgør lavadelen, og den såkaldte peerage eller nobility udgør højadelen, der altid er betitlet og kaldes peers eller lords. Gentry-klassen er med få undtagelser ikke betitlet, og medlemmer af denne gruppe kaldes esquire eller gentleman. Undtagelserne er titlerne baronet, ridder, laird og skotske feudale baroner). Afgrænsningen af gentry-klassen er i øvrigt diffus, og dens adelskab er omdiskuteret (esquire kommer af squire = væbner, der ikke gav adelige rettigheder).

## Overblik
Den britiske monark er den såkaldte fount of honour (en), hvilket betyder, at alle adelstitler er udstedt i monarkens navn, og derfor kan monarken selv ikke have en adelstitel. Når en person, der har en eller flere adelstitler, arver tronen, ophører alle disse adelstitler med at eksistere. Denne proces kaldes på engelsk for merging in the Crown, altså at blive lagt ind i kronen. Det samme sker også, hvis indehaveren af en adelstitel dør uden en arving. En titel, der er ophørt med at eksistere, kan derefter uddeles på ny, og mange titler er derfor blevet skabt ad flere omgange. Et eksempel er prins Harry, den nuværende hertug af Sussex: Titlen, som han fik i 2018, tilhørte i begyndelsen af 1800-tallet kong Georg 3.s sjette søn prins August Frederik.
I det britiske system kan en given adelstitel på et givent tidspunkt kun bæres af én person. Det britiske adelsvæsen adskiller sig markant fra den kontinentale adelstradition ved, at kun indehavere af en britisk titel regnes for adelige. Det vil sige, at kun en families mandlige overhoved og hans hustru – samt eventuelt den mandlige arving – har rang som peers. De øvrige familiemedlemmer tæller som commoners, det vil sige borgerlige. Deraf følger, at britiske slægter – i modsætning til praksis i det øvrige Europa – ikke regnes for adelige, men at adelskabet derimod er knyttet til besiddelsen af en titel (hertug (duke), markis (marquess), jarl (earl), viscount og baron). Titlerne kan enten tildeles ved kongelig nåde eller nedarves (såkaldte titelbærer "in their own right"). Indtil en reform i 1999 gav besiddelsen af en sådan titel ret til sæde i Overhuset (House of Lords). De skotske (fra 1707) og irske (fra 1801) peerages valgte repræsentanter til at sidde i Overhuset. Efter reformen i 1999 har 92 indehavere af en arvelig titel ret til sæde i Overhuset og vælges ved afstemning. Et medlem af Overhuset kan ikke samtidig sidde i Underhuset (House of Commons).

## Historie
Adelen i England er i oprindelse og udvikling meget forskellig fra den kontinentale adel. I den angelsaksiske tid gik den gamle fødselsadel under, og kongens embedsmænd, ealdormens (earls) og sheriffer, opnåede aldrig som på fastlandet at få stillingerne gjort arvelige; derimod opvoksede der en talrig lavadel, thegnerne, kongens håndgangne mænd, svarende til de danske herremænd i Valdemarernes tid.
Ved den normanniske erobring (1066) af England indførtes de almindelige feudale former; men lensvæsenet, der på fastlandet undergravede kongens magt, kom her til at styrke den. Kongen opfattedes som ejer af alt land, og han forlenede det til omtrent 600 kronvasaller (tenentes in capite) og omtrent 8.000 undervasaller (subtenentes); dog krævede han umiddelbar ed til sig også af de sidste, og kronvasallerne fik aldrig gjort undervasallerne til blot deres undergivne. De forskellige forleninger er dokumenteret i Domesday Book (1086).
Den ny højadel blev en tid farlig nok for kongemagten; men dens myndighed knækkedes efter en hundredårig kamp af kongen i forbund med folket og lavadelen. Da derved al mulighed til en sådan statsopløsning som i Frankrig og Tyskland var fjernet, og hele adelen havde lært at føle sig som rigsstand, stræbte adelen efter at indskrænke kongens store og vilkårlige magt; men den kunne ene håbe at nå dette ved at få folket på sin side. Hvad der på fastlandet kun er en forbigående undtagelse, bliver da i England det gennemgående, at adelen ikke vinder nogen sejr, uden at folket får lod deri. Kongen blev bundet til at regere efter baronernes råd; men snart indkaldtes til rigsforsamlingerne også repræsentanter for ridderne ligesom fra byerne (første gang 1265), og det således uddannede parlament fik en stedse voksende indflydelse.
Parlamentet blev da aldrig en stænderforsamling som på kontinentet, hvor tre eller fire stænder stod hinanden skarpt imod. I underhuset sad fra først af adelsmand og købstadsmand på samme bænk, og de to riddere, der mødte for hvert grevskab, valgtes af de andre riddere og bønderne i forening. I overhuset sad prælaterne og de store baroner, først efter indkaldelse fra kongen, men efterhånden med arvelig ret. Bag ved adelens deltagelse i rigets styrelse lå så dens del i den lokale selvstyrelse (selfgovernment), der udviklede sig tidlig. Posterne som sherif, fredsdommer og meget andet beklædte adelen uden løn. "Mens adelen i Frankrig holdt fast ved sin skattefrihed som erstatning for den manglende politiske indflydelse, tog adelen i England de sværeste statsbyrder på sig for at få lov til at regere landet" (Alexis de Tocqueville).
På denne historiske baggrund forstås den britiske adels nuværende karakter. En egentlig adel er kun peersskabet (peerage), hvis hovedret er af politisk karakter, ved at alle engelske peers har sæde i overhuset. Med andre ord er medlemmerne af overhuset kronens og rigets første rådgivere. For de skotske peers gælder dette derimod kun om de 16 medlemmer, der vælges for hver parlamentssession. De 28 irske medlemmer af overhuset vælges på livstid. Denne peersadel (nobility) har som fælles titel: Lord; inden for den er der forskellige rangklasser, hertuger, markiser, jarler (earls), viscounts og de simple baroner.
Af privilegier havde standen kun få, og til dem hørte hverken skattefrihed eller jurisdiktion; en lord kunne ikke arresteres for gæld; kunne for kriminalforbrydelser kun dømmes af sine ligemænd og var særligt værnet mod forhånelser. Til denne peersadel hører imidlertid kun selve overhovedet for hver slægt; en lords brødre og sønner er ikke lords, selv om man ofte af høflighed giver lordens ældste søn denne titel. Disse medlemmer af peersslægterne udgør derimod den højeste klasse af gentry'en, et for England ejendommeligt begreb, der til en vis grad svarer til lavadelen på fastlandet. Til denne hører endvidere baronetterne, en værdighed, der indførtes af Jakob i (1611), ridderne (knights) og esquires. Titlen som esquire tilkommer lovmæssig kun familier med adeligt våben, de højere officersgrader, doctores juris og medicinæ, men som faktisk føres af enhver gentleman.
Således findes der i Storbritannien ingen trykkende standsprivilegier og ingen skarp standsadskillelse; gentry'en optager enhver, der formår at arbejde sig frem, og jævne overgange fører fra folket helt op til peersskabet, der ved kongelig udnævnelse stedse øges med landets mest fremragende mænd fra alle livsgrene. Begrebet mesalliance, der spiller så stor rolle for fastlandets adel, er derfor ukendt: Enhver lord, ja selv medlemmer af kongehuset, kan ægte, hvem de vil, hvorved hustruen får mandens rang. Den engelske parlamentsregering og den indre selvstyrelse er frembragt af og i århundreder blevet båret oppe af den rige peersadel og den velhavende gentry.